# Xu Jiayu
Xu Jiayu, född 19 augusti 1995, är en kinesisk simmare. Vid VM 2017 på långbana blev han världsmästare på 100 meter ryggsim.
Han vann även silver på 100 meter ryggsim vid de olympiska simtävlingarna i Rio de Janeiro 2016.
Vid olympiska sommarspelen 2020 i Tokyo tävlade Jiayu i fyra grenar. Individuellt tog han sig till final och slutade på 5:e plats på 100 meter ryggsim samt slutade på 17:e plats på 200 meter ryggsim. Jiayu var även en del av Kinas lag som tog silver på 4×100 meter mixed medley samt som slutade på 8:e plats på 4×100 meter medley.